# Procordulia papandayanensis
Procordulia papandayanensis är en trollsländeart som beskrevs av Van Tol 1997. Procordulia papandayanensis ingår i släktet Procordulia och familjen skimmertrollsländor. Inga underarter finns listade i Catalogue of Life.